# Летище
 Тази статия е за транспортното съоръжение.  За филма вижте Летище (филм).  
Летището е съоръжение за излитане и приземяване на самолети. Други названия са аеродрум, аеропорт и аеропристанище. Летището включва летателното поле с писта за излитане и приземяване на самолети, стоянки за престой и зареждане с гориво или товари, комплекс от служби, обезпечаващи обслужването и сигурността на полетите. В зависимост от предназначението си за обслужване на определен вид самолети, летищата са за учебно-спортни самолети, селскостопански самолети, военни летища и летища за обслужване на самолети от гражданската авиация. Последните са съоръжени с дълги писти с бетоново или асфалтово покритие и средства за самолетоводене. Такива летища, наричани аерогари, разполагат със служби и организация за проверка и приемане на пътници и багажи за обезпечаване сигурността на полетите, за осъществяване контакти в т.ч. и с други местни и чуждестранни летища във връзка с полетите по приетите маршрути и др. Аерогарите разполагат с представителства на авиокомпании, ползващи летището, служби за граничен и митнически контрол, както и заведения за по-приятен престой на пътуващите и посрещачите. Летищата се идентифицират чрез своя код за летища, регистрирани в Международна асоциация за въздушен транспорт (IATA) и Международна организация за гражданска авиация (ICAO).

## Летища в България
Софийското летище – Враждебна. Неговите IATA и ICAO кодове са SOF и LBSF или SOF/LBSF. От август 2006 г. старата писта 9/27 на летището бе изтрита от световните регистри и в експлоатация бе въведена новоизградената полоса, дълга 3600 метра и стояща успоредно на старата, разположена северно от нея. През декември 2006 г. е открит новият Терминал 2, който е първият в България, снабден с ръкави. Старият Терминал 1, строен от силите на Германия по време на Втората световна война, ще обслужва единствено чартърни полети и програмите на нискотарифните превозвачи. Старата писта се ползва за рулиране. Терминал 1 включва по една зала за пристигащи и заминаващи пътници, както и ВИП-зона, която се използва от граждански лица, заплащащи съответната такса, както и при неофициални пътувания на ВИП-персони. Същата концепция е приложена и при новия Терминал 2, разположен в източната част на летището. Т2 разполага с подземен паркинг на няколко етажа за автомобили на граждани. Аерогарата разполага и с правителствен ВИП-терминал, който е самостоятелна сграда в западната част на комплекса и се ползва при официални посещения на представители на българската държава, както и при посрещането на чужди делегации.
- Летище София; ИАТА код: SOF
- Летище Пловдив; ИАТА код: PDV
- Летище Варна; ИАТА код: VAR
- Летище Бургас; ИАТА код: BOJ

## Чуждестранни и международни летища
- Летище Шарл де Гол, Париж, терминал 2F
- Летище Варшава
- Летището в Гибралтар. Пътят, пресичащ перпендикулярно пистата, се затваря при излитане и приземяване на самолети.